# Фенго (Кремона)
Фенго је насеље у Италији у округу Кремона, региону Ломбардија.
Према процени из 2011. у насељу је живело 535 становника. Насеље се налази на надморској висини од 53 м.